# Michel de Coma-Serra
Michel de Coma-Serra, né à Perpignan (Roussillon, France) le 6 janvier 1735 et mort le 1er juillet 1813, est un homme de loi et homme politique français.

## Biographie
Le 29 avril 1789, Coma-Serra est élu, au premier tour de scrutin, député de la noblesse aux États généraux de 1789 par la province de Roussillon.
Il siège à droite et montre peu de goût pour les idées nouvelles. De concert avec son collègue, l'autre député de la noblesse du Roussillon, Banyuls de Montferré, il proteste contre la réunion des trois ordres par la lettre suivante :
« Nous, députés de la noblesse des vigueries du Roussillon, Conflent et Cerdagne, soussignés, croyons qu'il est de notre devoir de dire que d'après la lettre de notre mandat qui nous assujettit à voter par ordre et nous ordonné cependant de rester unis à notre ordre en protestant, déclarons que nous nous priverons de toute voix délibérative en tout ce qui sera contraire à notre mandat jusqu'à ce que nos commettants, à qui nous avons déjà donné connaissance de l'état actuel des choses, auront pris en considération la déclaration du roi. En conséquence, en attendant des instructions ultérieures, nous protestons contre toute délibération qui pourrait être prise dans cette Assemblée et en demandons acte.
« Fait à Versailles, dans la Chambre de l'ordre de la noblesse, la mardi, 30 juin 1789.
« Signé : Comaserra, Banyuls de Montferré.
« Nota : Cette protestation n'est que provisoire ; il se présentera bientôt l'occasion d'en faire une autre plus étendue. »
Coma-Serra et Banyuls de Montferré se rallièrent pourtant à l'Assemblée nationale constituante. En 1790, à propos de la constitution civile du clergé, une ameute ayant été fomentée à Perpignan par la Société contre-révolutionnaire des Amis de la paix, Coma-Serra et Banyuls de Montferré  se trouvèrent compromis dans les troubles. Les « patriotes » étaient allés les chercher à leur domicile et les avaient conduits au « département ». Ils furent d'ailleurs, par respect pour leur inviolabilité, laissés en liberté et « accompagnés avec calme chez eux par six administrateurs ». Le 21 décembre 1790, Muguet rendit compte de cette affaire à la Constituante.
Arrêté le 17 mai 1793, Coma-Serra est conduit à Montpellier. Il ne doit son salut qu'au 9 thermidor.
Coma-Serra meurt en 1813. Il lègue à Banyuls de Montferré la jouissance de l'ancienne maison Serra, sise rue de Font-Froide.

## Sources
- « Michel de Coma-Serra », dans Adolphe Robert et Gaston Cougny, Dictionnaire des parlementaires français, Edgar Bourloton, 1889-1891 [détail de l’édition]